# Возняцки, Каролина
Каролина Возняцки (дат. Caroline Wozniacki, пол. Karolina Woźniacka; род. 11 июля 1990, Оденсе, Дания) — датская теннисистка польского происхождения; победительница одного турнира Большого шлема в одиночном разряде (Открытый чемпионат Австралии 2018), финалистка двух турниров Большого шлема в одиночном разряде (Открытый чемпионат США 2009 и 2014); победительница Финала тура WTA (2017) в одиночном разряде; победительница 33 турниров WTA (из них 30 в одиночном разряде); экс-первая ракетка мира в одиночном разряде.
Победительница одного юниорского турнира Большого шлема в одиночном разряде (Уимблдон-2006); победительница одного одиночного турнира Orange Bowl (2005); бывшая вторая ракетка мира в юниорском рейтинге.

## Биография
Каролина Возняцки родилась 11 июля 1990 года в Оденсе в спортивной семье. Её отец Пётр Возняцкий играл на профессиональном уровне в футбол, а мать Анна занималась волейболом.
Оба они родились в Польше и являются гражданами этого государства, но с течением времени обосновались в Дании, где и родились их дети: Каролина и Патрик. Впоследствии оба ребёнка были отправлены в спорт: Патрик, по примеру отца, попробовал себя в футболе, а Каролину в семь лет привели на теннисный корт, где она вскоре стала заниматься под присмотром Петра. Любимым покрытием датчанки является хард.
Благодаря своим спортивным успехам Каролина Возняцки часто появлялась в различных рекламах и являлась «лицом» различных брендов.
В 20 лет Возняцки, по собственным словам, свободно владела польским, датским, английским языками, а также могла понимать русский язык.
В 2013 году Каролина Возняцки была помолвлена с британским гольфистом Рори Макилроем. Свадьба должна была состояться в 2014 году, однако незадолго до свадьбы Макилрой разорвал помолвку.
После расставания Возняцки, будучи болельщицей футбольной команды «Ливерпуль», написала в Твиттере: «Я очень рада, что поддерживаю „Ливерпуль“, потому что знаю, что никогда не буду одна».
15 июня 2019 года Возняцки вышла замуж за бывшего игрока НБА Дэвида Ли, с которым была обручена с ноября 2017 года. 11 июня 2021 года у супругов родилась дочь Оливия Возняцки Ли. 19 июня 2022 года Возняцки объявила в своем аккаунте в Instagram, что ждет второго ребенка. 24 октября 2022 года у них родился сын Джеймс.

## Спортивная карьера

### Первые годы
С юниорских лет Каролина Возняцки смогла на равных бороться со своими сверстницами, а став в 2003 году играть соревнования среди старших юниоров смогла неплохо проявить себя и на этом уровне. Стабильность результатов быстро возрастала и уже летом следующего года датчанка впервые сыграла на юниорском турнире Большого шлема: с третьей попытки преодолев собственными усилиями отборочное сито. Осенью того же года к ней пришёл первый крупный успех на подобном уровне: переиграв Аюми Мориту и Доминику Цибулкову Возняцки стала сильнейшей на турнире GA в Осаке. В следующие два сезона Возняцки постепенно стала одним из лидеров юниорского тенниса, неоднократно бывала в решающих стадиях различных крупных юниорских турниров в обоих разрядах и даже выиграла одно соревнование серии Большого шлема: на уимблдонских кортах, где в финале в трёх сетах была переиграна Магдалена Рыбарикова. Был у датчанки и шанс возглавить юниорскую классификацию, но в сентябре 2006 года она не добрала очков на Открытом чемпионате США, когда в первом раунде её сняли с соревнований за неспортивное поведение.
Осенью того же года, выиграв в обоих разрядах соревнование в Осаке Возняцки завершила выступления среди сверстников.
В момент закрепления в элите юниорского тенниса начались и первые игры Возняцки во взрослом туре: национальная федерация заиграла её в матчах Кубка Федерации, где датская сборная того времени не имела особых шансов на успех в большинстве матчей даже на уровне высшей группы евро-африканской зоны турнира. Каролина Возняцки выиграла три из пяти доверенных ей матчей и помогла сборной удержаться на этом уровне ещё на сезон. Менеджмент теннисистки активно договаривался о специальных приглашениях для неё на небольшие турниры WTA и зимой следующего года подобный подход дал результат: на зальном призе в Мемфисе датчанка преодолела два круга одиночного турнира и вышла в финал соревнования пар, играя вместе с ещё одной действующей юниоркой — Викторией Азаренко из Беларуси — она обыграла весьма квалифицированную пару Анна-Лена Грёнефельд / Меганн Шонесси и уступила лишь тогдашнему первому дуэту мира: Лизе Реймонд и Саманте Стосур. В дальнейшем датчанка постепенно втягивается в игры во взрослом туре: в апреле она доходит до финала 25-тысячника в Чивитавеккье, проиграв Мартине Мюллер; в июне 2006 года она впервые сыграла в квалификации взрослого турнира серии Большого шлема — на Уимблдоне; а пару месяцев спустя выходит в четвертьфинал турнира WTA в Стокгольме. Осенью Возняцки впервые сыграла с действующим игроком топ-10 взрослого рейтинга: на призе в Сеуле она взяла пять геймов за два сета у Мартины Хингис.

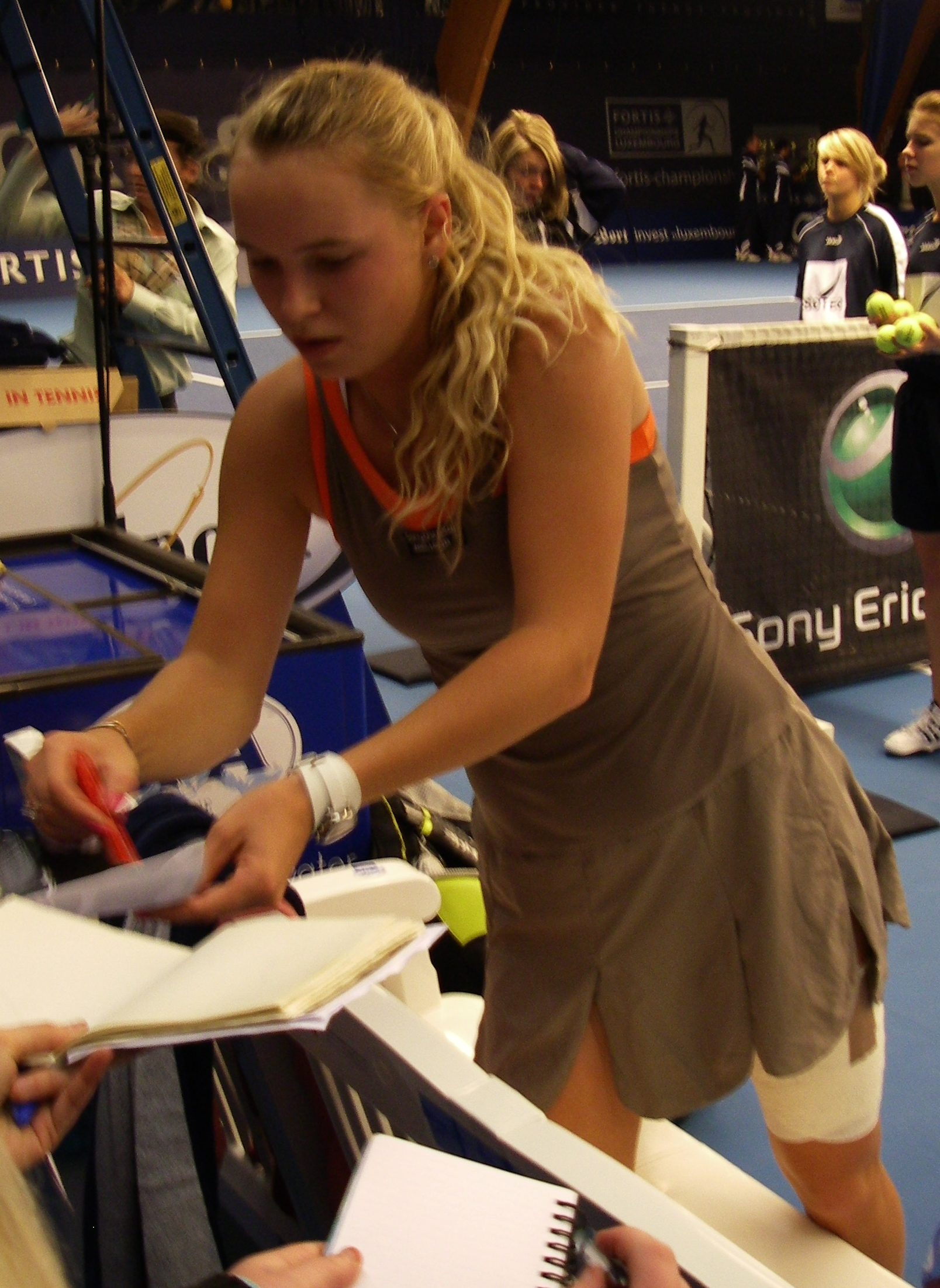
Каролина Возняцки на турнире в Люксембурге. 2008 год

Неплохо проведя межсезонье, Возняцки в начале сезона-2007 выдала 14-матчевую беспроигрышную серию, выиграв два 75-тысячника (в итальянском Ортизеи и американском Лас-Вегасе), а также добравшись до второго раунда соревнования WTA в Мемфисе, где путь ей преградила Винус Уильямс. Заработанные в рамках этой серии очки позволили датчанке отыграть около сотни позиций в рейтинге и к марту войти в топ-200. Локальные успехи во время грунтового сезона позволяли Возняцки регулярно набирать очки и к августовскому турниру в Стокгольме датчанка впервые поднялась в первую сотню одиночного рейтинга. Осенью Возняцки выдала четырёхматчевую безвыигрышную серию, но дойдя в октябре до полуфинала турнира WTA в Токио Возняцки смогла набрать достаточно зачётных баллов, чтобы закончить год в топ-70.

### 2008. Первый титул WTA
Через год Возняцки совершила ещё один качественный скачок в результатах, поднявшись в топ-20 и заслужив по итогам сезона звание лучшего новичка от WTA: в январе она впервые сыграла на взрослом Открытом чемпионате Австралии и сразу смогла дойти там до четвёртого круга, попутно переиграв 21-ю ракетку мира Алёну Бондаренко и уступив лишь будущей финалистке Ане Иванович. Остаток хардового сезона принёс несколько выходов в четвёртый круг крупных турниров ассоциации и две победы над Марион Бартоли, стоявшей в тот момент в топ-10.
Во время грунтового сезона датчанка чуть снизила уровень результатов. На Открытом чемпионате Франции Возняцки дошла до третьего раунда, уступив лишь будущей чемпионке: как и в Австралии её обидчицей стала Ана Иванович. Последующий травяной сезон принёс первую в карьере победу над игроком топ-5: в Истборне датчанка оказалась сильнее Светланы Кузнецовой. Уровень результатов удавалось держать и далее: во время европейской хардовой серии датчанка отметилась полуфиналом на соревнованиях в Портороже, а затем выиграла свой дебютный титул WTA: в Стокгольме, где в полуфинале пришлось обыграть Агнешку Радваньскую.
Следом Каролина Возняцки отыграла дебютный олимпийский турнир, где прошла два раунда и уступила лишь будущей чемпионке Елене Дементьевой; затем выиграла второй в карьере титул WTA (на турнире в Нью-Хэйвене четыре из пяти матчей были сыграны против игроков топ-20) и, наконец, довела число своих выигранных матчей в основных сетках турниров серии Большого шлема того сезона до десятка, выйдя в четвёртый круг Открытого чемпионата США, где долгое время смогла играть на равных с Еленой Янкович, бывшей на тот момент второй ракеткой мира.

Каролина Возняцки на US Open. 2009 год

Столь насыщенный сезон сказался на осенних результатах Возняцки: на четырёх наиболее крупных соревнованиях она смогла выиграть лишь один матч, зато на более мелких турнирах смогла отметиться сразу тремя финалами, где было взято два титула (единственное поражение пришлось на приз в Люксембурге, где Елена Дементьева сломила сопротивление Возняцки лишь на тай-брейке решающего сета. Упор на игры в одиночных соревнованиях тем не менее принёс и кое-какие результаты в парном разряде: вместе с Анабель Мединой Гарригес Каролина Возняцки стала сильнейшей на соревновании в Пекине.

### 2009. Финал в США
В начале 2009 года датчанка вернула прежнюю стабильность, регулярно выигрывая по несколько матчей на каждом турнире, но не более того. Изменения к лучшему начались в феврале, с началом североамериканской хардовой серии: Возняцки вышла в финал в Мемфисе, затем сыграла в четвертьфиналах супертурниров в Индиан Уэлсе и Майами. Следом датчанка сыграла серию турниров на зелёном грунте, отметившись в финале в Понте-Ведра-Бич и в Чарлстоне. Дважды в весенний период обыграна Елена Дементьева. Возвращение в Европу и первые матчи на красном грунте вновь изменили соотношение сил между Возняцки и остальным туром: на трёх из четырёх соревнований в этот период она не проходит дальше третьего раунда, зато на четвёртом — мадридском чемпионате доходит до финала, где уступает находящейся на пике готовности Динаре Сафиной. Следом, во время травяного отрезка сезона, удаётся неплохо провести турниры в Истборне и на Уимблдоне, выиграв восемь матчей подряд и завоевав свой первый титул на травяных соревнованиях WTA. Летний грунтово-хардовый отрезок вновь прошёл с перепадами: в начале июля Возняцки сыграла в финале приза в Бостаде, затем, сделав паузу в несколько недель, не слишком удачно провела начало US Open Series, выиграв на трёх турнирах лишь один полноценный матч, но смогла подойти на пике формы к Открытому чемпионату США: сначала защитив титул в Нью-Хэйвене, а затем, пользуясь многочисленными неудачами списочных фаворитов, добралась до финала и американского турнира Большого шлема (на этом пути датчанке пришлось обыграть лишь одного игрока лидирующей десятки рейтинга: в четвёртом раунде была повержена Светлана Кузнецова). В своём первом финале на этом уровне Возняцки встретилась с возобновившей свою карьеру Ким Клейстерс, но не смогла взять у неё ни сета.
| Стадия  | Соперница (посев)      | Рейтинг | Счёт              |
| 1 раунд | Галина Воскобоева      | 87      | 6-4 6-0           |
| 2 раунд | Петра Мартич (Q)       | 137     | 6-1 6-0           |
| 3 раунд | Сорана Кырстя (24)     | 26      | 6-3 6-2           |
| 4 раунд | Светлана Кузнецова (6) | 6       | 2-6 7-6(5) 7-6(3) |
| 1/4     | Мелани Уден            | 70      | 6-2 6-2           |
| 1/2     | Янина Викмайер         | 50      | 6-3 6-3           |
| Финал   | Ким Клейстерс (WC)     | 9 999   | 5-7 3-6           |

Выход на пик готовности в Нью-Йорке негативно сказался во время осенней серии: из-за различных проблем Возняцки на трёх из четырёх турниров покидает соревнования уже в первом круге и лишь в Осаке выходит в полуфинал, уступая Саманте Стосур. Недостаток игровой практики не сказался на результате датчанки на Итоговом турнире: многие соперницы подошли к тому чемпионату в нелучшем физическом состоянии, что упростило задачу датчанки: переиграв Викторию Азаренко и Веру Звонарёву она вышла в полуфинал турнира, где не смогла доиграть матч против Серены Уильямс, сославшись на проблемы с брюшными мышцами. Серия успехов на крупных турнирах позволила Возняцки закончить тот год четвёртой ракеткой мира одиночного рейтинга. Нашлось в 2009 году и место парным успехам: в феврале — на турнире в Мемфисе — датчанка вместе с Викторией Азаренко выиграла свой первый зальный титул в этом разряде, а полгода спустя — на очень удачном для себя Открытом чемпионате США — Возняцки вместе с Сораной Кырстей добралась до третьего круга, переиграв сеявшихся шестнадцатыми Веру Звонарёву и всю ту же Азаренко.

### 2010. № 1 в мире
Проанализировав причины проблем конца прошлого сезона, команда датчанки составила своей подопечной весьма щадящее расписание: Возняцки постепенно набирала форму, сыграв за стартовые два месяца лишь четыре турнира (включая зональный турнир Кубка Федерации, где датчанки, несмотря на победы Возняцки во всех своих одиночных матчах, не одержали ни одной общей победы и вылетели на уровень ниже). Наиболее удачно получилось сыграть на Открытом чемпионате Австралии, где Возняцки прошла три круга и уступила лишь Ли На, постепенно входившей в тот период в элиту одиночного женского тенниса. На весеннюю американскую серию пришёлся первый выход датчанки в идеальную форму: она записывает на свой счёт финал и четвертьфинал на крупных турнирах в Индиан-Уэлсе и Майами, уступая лишь Елене Янкович и Жюстин Энен; затем удачно проводит связку призов на зелёном грунте: подтверждая титул в Понте-Ведра-Бич и доходя до полуфинала в Чарлстоне, где ей не удаётся доиграть встречу против Веры Звонарёвой из-за болей в лодыжке. Травма портит план подготовки к европейскому грунту и на серии соревнований в апреле-мае Возняцки выигрывает лишь три матча. К Ролан Гаррос все проблемы удаётся преодолеть и датчанка доходит на французском соревновании Большого шлема до четвертьфинала: переиграв двух сеянных соперниц она уступает лишь будущей чемпионке Франческе Скьявоне. Подобным же образом проведён и травяной месяц: проиграв свой единственный матч в рамках протура до Уимблдона, Возняцки в пригороде Лондона добирается до четвёртого круга, уступив лишь активно прогрессирующей Петре Квитовой.

Возняцки и Ким Клейстерс. Показательный турнир в Таиланде. Декабрь 2010 года.

Летом датчанка взяла месячную паузу в играх, а вернувшись в тур она смогла быстро почувствовать игровой теннис и, победив на домашнем турнире в Копенгагене, затем она выиграла ещё два титула в рамках US Open Series и дойдя до полуфинала на Открытом чемпионате США, выдав в этот период 13-матчевую беспроигрышную серию. В полуфинале нью-йоркского турнира Возняцки не смогла справиться с Верой Звонарёвой, у которой за пару недель до старта американского турнира большого шлема датчанка выиграла финал суперприза в Монреале. Эта локальная неудача не сломила датчанку: осенью она выиграла оба азиатских турнира высшей категории и дошла до финала Итогового турнира, где лишь в решающей партии уступила Ким Клейстерс. Серия успехов во второй половине года позволила Возняцки 11 октября возглавить одиночный рейтинг-лист и продержаться в этом статусе до конца сезона.

### 2011—2012. Лидерство в рейтинге и спад в игре
Начало нового года продолжило для датчанки удачную серию результатов: на Открытом чемпионате Австралии она добралась до полуфинала, уступив в затяжном матче Ли На, затем отметилась в трёх подряд финалах: выиграв супертурниры в Дубае и Индиан-Уэлсе, а также сыграв в титульном матче в Дохе. Далее уровень результатов немного снизился, но Возняцки всё равно выигрывала на каждом соревновании по два-три матча и крайне редко уступала раньше полуфинала. ближайшие конкуренты по рейтингу не могли выдержать подобный темп и хоть в феврале Ким Клейстерс и сменила Возняцки на первой строчке рейтинга, но более недели опытная бельгийка там продержаться не смогла. Ставка на регулярный сезон дала о себе знать в начале лета: на Открытом чемпионате Франции датчанка проиграла в третьем круге, взяв лишь три гейма у Даниэлы Гантуховой; а на Уимблдоне — в четвёртом, упустив возможность закончить матч против Доминики Цибулковой на тай-брейке второго сета. Силы постепенно кончались и летом пошли сбои и на обычных турнирах: между британским турниром Большого шлема и призом в США Возняцки сыграла на трёх турнирах и в сумме выиграла на них лишь один матч. Локальные неудачи, впрочем, никак не сказались на подготовке к Открытому чемпионату США: датчанка сначала в четвёртый раз подряд победила в Нью-Хэйвене, а затем третий год подряд добралась до полуфинала в Нью-Йорке, где переиграв Светлану Кузнецову и Андреа Петкович она уступила Серене Уильямс. Осенью результаты сильно не улучшились, но благодаря четвертьфиналу турнира в Пекине и одному выигранному матчу на Итоговом турнире Возняцки сохранила небольшое преимущество в рейтинге над конкурентками и второй год подряд стала первой ракеткой мира по итогам сезона.
Наметившееся в конце прошлого года изменение соотношения стабильности между Возняцки и остальным туром привело к изменениям в тренерской команде Возняцки: на короткое время был нанят испанец Рикардо Санчес, но его методы работы встретили непонимание Петра Возняцкого и вскоре тренер был уволен. Неразбериха в тренерском штабе дополнительно ухудшили результаты датчанки и если сначала года удавалось хоть как-то держать уровень результатов как одного из лидеров женского тенниса, то к грунту всё совсем развалилось: ещё недавно Возняцки уверенно побеждала многих крепких середняков рейтинга, а тут дважды уступила сначала Анжелики Кербер, позже не смогла переиграть Кристину Макхейл. На Уимблдоне Каролина Возняцки впервые за пять лет уступила уже в первом круге турнира Большого шлема, не сумев совладать с Тамирой Пашек. Летом результаты немного выправились: датчанка дошла до четвертьфинала Олимпийского турнира, сыграла в полуфиналах двух крупных турниров WTA, но полученное в Нью-Хэйвене небольшое повреждение не позволило подойти в удовлетворительной форме к Открытому чемпионату США, что привело ко второму подряд поражению в первом круге турнира серии: на этот раз от Ирины-Камелии Бегу. Плодом всех этих неудач стал откат к осени на позиции вне первой десятки одиночного рейтинга. На последних турнирах года, впрочем, положение удалось чуть подправить: благодаря титулам в Сеуле и Москве, финалу в Софии и четвертьфиналу в Токио Возняцки в последний момент поднялась на десятую строчку, а победы над Ли На и Самантой Стосур добавили позитива перед межсезонной работой. В этом же году, при участии датской и австралийской федерации, состоялся дебют Возняцки в Кубке Хопмана. Вместе с Фредериком Нильсеном они отыграли групповой раунд турнира, отметившись победой над сборной США, но дальше не прошли.

### 2013—2014. Второй финал в США
В начале сезона-2013 существенных изменений в положении датчанки в иерархии WTA не произошло: она утратила былую стабильность результатов, время от времени уступая на ранних стадиях своим соперницам. Периодически попадавшиеся удачные сетки на крупных турнирах и общая нестабильность ближайших конкуренток, тем не менее, позволяли Возняцки сохранять место на границе первой и второй десятки: в феврале она на трёх турнирах подряд пробивалась в четвёртый круг; затем, воспользовавшись снятием Виктории Азаренко и проблемами Анжелики Кербер, Возняцки дошла до финала в Индиан-Уэлсе. Те шансы, которые удавалось использовать во время хардового сезона, резко уменьшились со стартом грунтового отрезка: даже на сравнительно удобном зелёном грунте Чарлстона Возняцки покинула соревнования уже в четвертьфинале, уступив Штефани Фёгеле, а с переходом на красный грунт даже один выигранный матч стал большой редкостью. Спад, впрочем, вскоре закончился: в июне датчанка добралась до полуфинала соревнований в Истборне, а в августе сыграла в четвертьфинале приза в Цинциннати и полуфинале в Нью-Хэйвене; осенью Возняцки добавила к этому полуфинал на турнире в Токио, четвертьфинал в Пекине и титул на соревновании в Люксембурге, завершив сезон на десятом месте в чемпионской гонке.
Следующий сезон вновь начался на не очень высоком уровне: впервые выиграть хотя бы три матча на одном турнире Возняцки смогла лишь в феврале в Дубае, где уступила в полуфинале Винус Уильямс. Постепенно набирая форму датчанка отметилась в марте, в четвёртом круге, в Индиан-Уэлсе, четвертьфинале в Майами и полуфинале в Монтеррее, но на грунте продолжить серию не удалось: отчасти из-за проблем с коленом, а отчасти из-за проблем в семье. К траве, впрочем, всё опять наладилось: четвёртый круг в Истборне и на Уимблдоне начали удачный отрезок сезона, продолжившийся во второй половине лета титулом на турнире в Стамбуле, четвертьфиналом в Монреале, полуфиналом в Цинциннати и первым за пять лет финалом на соревновании серии Большого шлема: на Открытом чемпионате США. Благодаря этому, Возняцки впервые с февраля вернулась в первую десятку мирового рейтинга.
| Стадия  | Соперница (посев)       | Рейтинг | Счёт                |
| 1 раунд | Магдалена Рыбарикова    | 43      | 6-1 3-6 2-0 — отказ |
| 2 раунд | Александра Саснович (Q) | 120     | 6-3 6-4             |
| 3 раунд | Андреа Петкович (18)    | 19      | 6-3 6-2             |
| 4 раунд | Мария Шарапова (5)      | 6       | 6-4 2-6 6-2         |
| 1/4     | Сара Эррани (13)        | 14      | 6-0 6-1             |
| 1/2     | Пэн Шуай                | 39      | 7-6(1) 4-3 — отказ  |
| Финал   | Серена Уильямс (1)      | 1       | 3-6 3-6             |

На первом для себя турнире осени 2014 года Возняцки смогла дойти до финала, в котором проиграла сербке Ане Иванович со счётом 2-6, 6-7(2). Через неделю она смогла выйти в полуфинал на премьер-турнире в Ухане. В концовке сезона Возняцки впервые с 2011 года отобралась на Финал тура WTA. В своей группе она смогла выиграть всех соперниц: Марию Шарапову, Петру Квитову и Агнешку Радваньскую, таким образом, оформив выход в плей-офф с первого места. В полуфинале датская теннисистка не смогла переиграть Серену Уильямс, завершив сезон на 8-м месте в рейтинге.

### 2015—2016. Вылет из топ-10

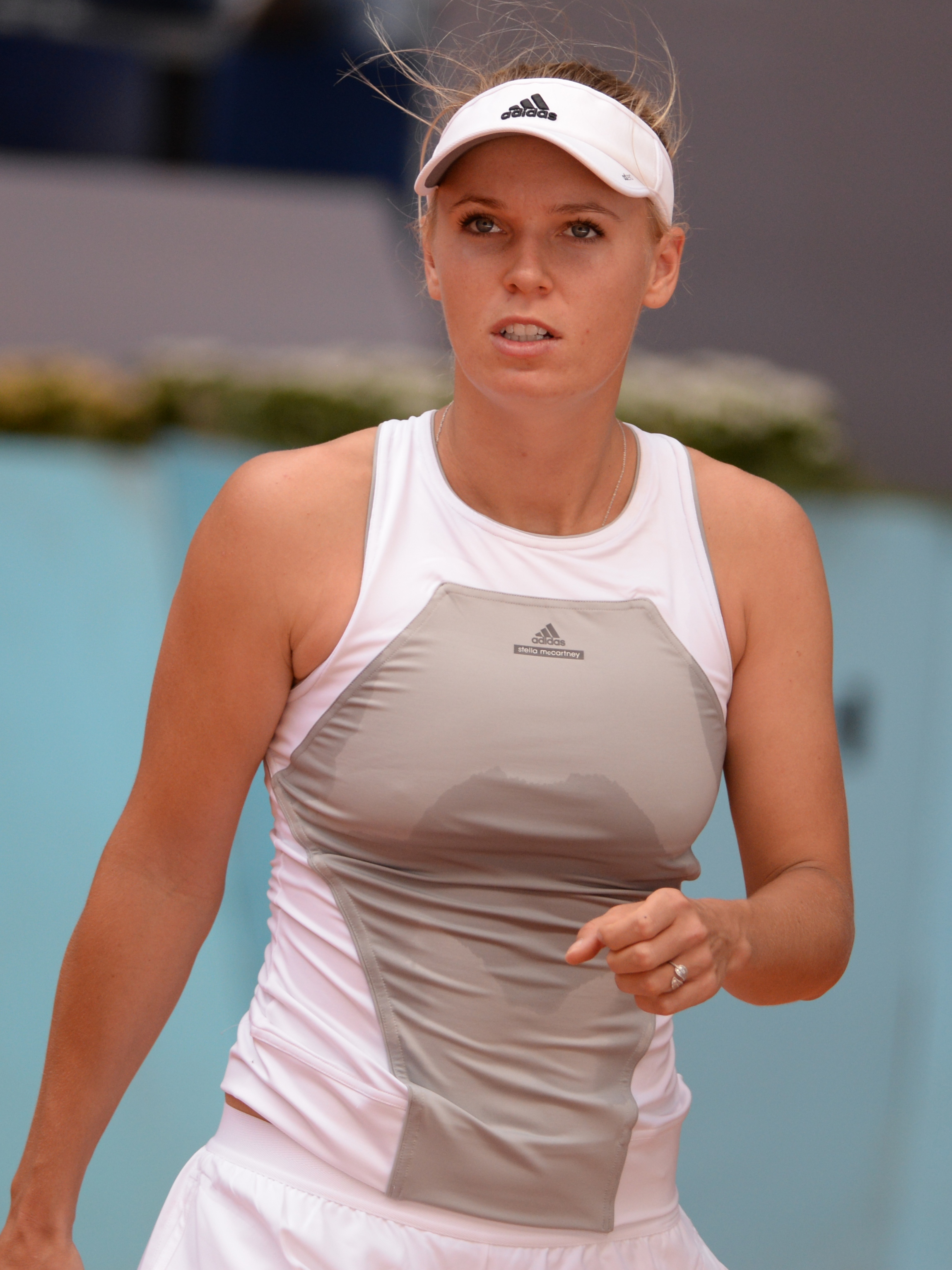
Возняцки на турнире в Мадриде 2015 года

На старте сезона 2015 года Возняцки сыграл в финале турнира в Окленде, где проиграла американке Винус Уильямс — 6-2, 3-6, 3-6. Открытый чемпионат Австралии завершился для неё уже во втором раунде, где она встретилась с Викторией Азаренко. В феврале Возняцки вышла в полуфинал в Дубае и четвертьфинал в Дохе. В начале марта она победила на турнире в Куала-Лумпуре, обыграв в решающем матче Александру Дулгеру из Румынии — 4-6, 6-2, 6-1. Грунтовую часть сезона Возняцки начала с выхода в финал турнира в Штутгарте, сумев выиграть по пути двух теннисисток из топ-10: Карлу Суарес Наварро и Симону Халеп. В титульном матче она проиграла Анжелике Кербер — 6-3, 1-6, 5-7. В Мадриде она смогла выйти в четвертьфинал, где уступила Марии Шараповой. На Ролан Гаррос датчанка проиграла достаточно рано на стадии второго раунда.
В июне 2015 года Возняцки вышла в полуфинал турнира на траве в Истборне, а на Уимблдонском турнире она прошла в четвёртый раунд. После него она поднялась в рейтинге на 4-е место. Лучшим результатом перед Открытым чемпионатом США для Возняцки стал полуфинал в Нью-Хэйвене. На самом американском Большом шлеме она неожиданно проиграла во втором раунде Петре Цетковской. В сентябре она вышла в полуфинал турнира в Токио и этот результат стал лучшим в осенней части сезона для Возняцки. По итогам 2015 года она впервые с 2009 года завершила сезон за пределами топ-10, заняв 17-ю позицию.
2016 год Каролина Возняцки начала с полуфинала турнира в Окленде, а на Австралийском чемпионате потерпела поражение уже в первом раунде. Грунтовую часть сезона она вынуждена была пропустить из-за травмы лодыжки. На корт она вернулась в июне, но без особых результатов. На Уимблдоне она проиграла матч первого раунда Светлане Кузнецовой. После этого она покинула пределы топ-50 женского рейтинга впервые с февраля 2008 года.
В августе 2016 года Возняцки принимала участие в Олимпийском турнире в Рио-де-Жанейро и была удостоена чести нести флаг Дании на церемонии открытия Олимпииады.
Во втором раунде турнира Возняцки встретилась с Петрой Квитовой и в итоге проиграла.
На Открытом чемпионате США она наконец смогла показать хорошую игру и выйти в полуфинал. Среди тех, кого она обыграла на пути к нему, были две теннисистки из топ-10: во втором раунде Светлана Кузнецова, а в четвёртом Мэдисон Киз. В третий финал в США Каролину Возняцки не пустила № 1 в мире на тот момент Анжелика Кербер.
В сентябре 2016 года Возняцки выиграл первый в сезоне титул, завоевав его на турнире в Токио. В финале она обыграла молодую представительницу Японии Наоми Осаку со счётом 7-5, 6-3. Ещё один титул в сезоне Возняцки взяла в октябре на турнире в Гонконге. Это была 25-я победа на турнирах WTA в одиночном разряде для Возняцки в карьере.

### 2017—2018. Первый титул Большого шлема

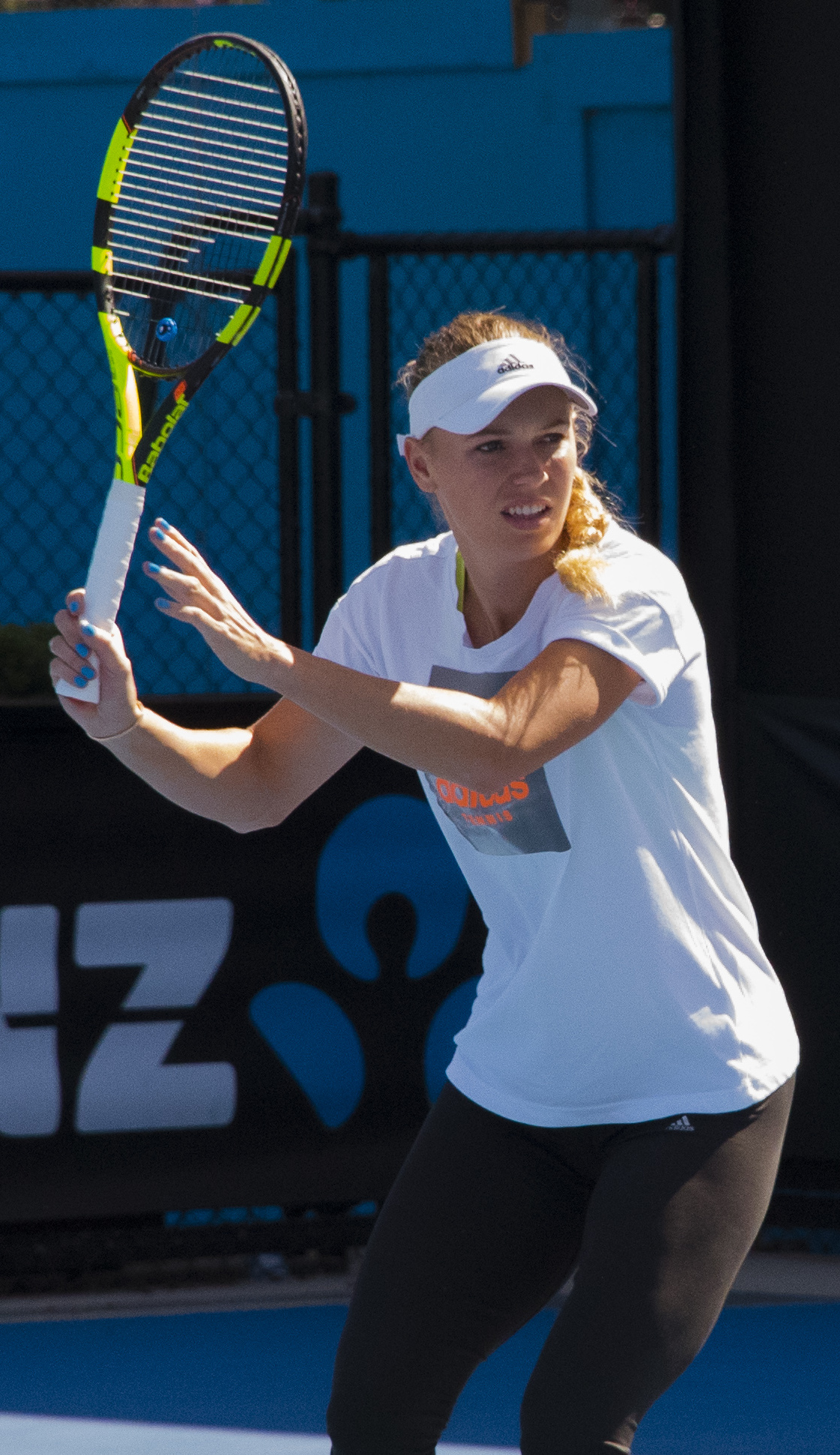
Возняцки во время Открытого чемпионата Австралии 2018 года

В начале 2017 года Возняцки дважды дошла до четвертьфинала на подготовительных к Открытому чемпионату Австралии турнирах в Окленде и Сиднее. На первом в году Большом шлеме в Австралии он проиграла на стадии третьего раунда. В феврале датчанка вышла в первый в сезоне финал на турнире премьер-турнире в Дохе, но уступила там Каролине Плишковой (3-6, 4-6). На следующем для себя турнире серии премьер 5 в Дубае Возняцки вновь вышла в финал, в котором проиграла Элине Свитолиной (4-6, 2-6). В марте на турнире высшей категории в Индиан-Уэлсе она вышла в четвертьфинал, а на следующем таким же по значимости турнире в Майами Возняцки сумела попасть в финал. В полуфинале она взяла реванш за поражение в Дохе у третьей в мире Каролине Плишковой (5-7, 6-1, 6-1). В решающем матче Возняцки проиграла Йоханне Конте со счётом 4-6 3-6.
В грунтовой части сезона Возняцки традиционно выступает слабее. Она смогла два раза сыграть в 1/4 финала: в апреле в Чарлстоне и в начале июня во второй раз в карьере на Открытом чемпионате Франции. К турнирам на траве Возняцки смогла вернуться в топ-10 одиночного рейтинга WTA. На подготовительном к Уимблдону турнире в Истборне датская теннисистка в четвертьфинале смогла победить вторую в мире на тот момент Симону Халеп (5-7, 6-4, 6-1). По итогу на том турнире она вышла в финал, где в борьбе за трофей уступила Каролине Плишковой (4-6, 4-6). Сам Уимблдон завершился для неё на стадии четвёртого раунда. В конце июля Возняцки сыграла в финале грунтового турнира в Бостаде, который проиграла Катерине Синяковой — 3-6, 4-6. В августе в четвертьфинале престижного турнира в Торонто Возняцки впервые в карьере смогла обыграть действующую первую ракетку мира, которой на тот момент стала Каролина Плишкова (7-5, 6-7(3), 6-4). Затем она выиграла у Слоан Стивенс (6-2, 6-3) и вышла в финал, где не смогла одолеть Элину Свитолину (4-6, 0-6). Этот финал стал шестым в сезоне для датской спортсменки и во всех них она терпела поражение. На турнире серии премьер 5 в Цинциннати она вышла в четвертьфинал, а на Открытом чемпионате США проиграла уже во втором раунде.
В сентябре 2017 года на турнире в Токио с седьмой попытки в финальном матче Возняцки выиграла первый титул в сезоне. До этого в полуфинале он смогла разгромить № 1 в мире Гарбинье Мугурусу (6-2, 6-0). В решающем поединке Возняцки оказалась сильнее россиянки Анастасии Павлюченковой (6-0, 7-5). Под шестым рейтинговым номером Возняцки отобралась на Финал тура WTA. В своей группе она выиграла два матча у Халеп и Свитолиной и проиграла Каролин Гарсии. Румынка Халеп стала третьей по счёту в сезону первой ракеткой мира, которую Возняцки смогла обыграть. В полуфинале она победила № 3 в мире Каролину Плишкову (7-6(9), 6-3), а в финале одолела № 5 Винус Уильямс и впервые стала победительницей Итогового турнира. Эта победа принесла датчанке итоговую третью позицию в рейтинге WTA 2017 года.
6 января 2018 года Возняцки сыграла в финале турнира WTA в Окленде, где проиграла Юлии Гёргес со счётом 4-6 6-7(4).
Главного успеха в сезоне она добилась на Открытом чемпионате Австралии.
На протяжении шести сезонов (2011—2016) она демонстрировала стабильное ухудшение результатов на Открытом чемпионате Австралии. В 2011 году она дошла до 1/2 финала, в 2012 — до 1/4 финала, в 2013 — до четвёртого круга, в 2014 — до третьего, в 2015 году — до второго. «На меня как будто проклятие наложили», — сказала Возняцки в интервью, анализируя динамику своих выступлений в Мельбурне.
В 2016 году она проиграла в первом круге Юлии Путинцевой, которая до встречи с Возняцки проиграла девять матчей уровня WTA подряд.
После победы в первом круге на турнире в 2017 году Возняцки заявила, что по логике последних Australian Open, в этом году она должна была проиграть в финале квалификационного турнира, но ей этого удалось избежать.
Однако, несмотря на «проклятие», в 2018 году Возняцки выиграла этот турнир.
Успешная игра принесла Каролине Возняцки первый титул на турнирах Большого шлема. При этом ей ни разу на протяжении турнира не встретился соперник из первой рейтинговой двадцатки и только в финале ей противостояла первая ракетка мира и соответственно турнира Симона Халеп из Румынии. После этой победы, с 29 января, датчанка снова возглавила мировой рейтинг. Она побила рекорд Серены Уильямс по самому большому временному промежутку между лидерством в рейтинге. До этого Возняцки возглавляла его шесть лет назад.
| Стадия  | Соперница (посев)         | Рейтинг | Счёт           |
| 1 раунд | Михаэла Бузарнеску        | 44      | 6-2 6-3        |
| 2 раунд | Яна Фетт                  | 119     | 3-6 6-2 7-5    |
| 3 раунд | Кики Бертенс (30)         | 32      | 6-4 6-3        |
| 4 раунд | Магдалена Рыбарикова (19) | 21      | 6-3 6-0        |
| 1/4     | Карла Суарес Наварро      | 39      | 6-0 6-7(3) 6-2 |
| 1/2     | Элизе Мертенс             | 37      | 6-3 7-6(2)     |
| Финал   | Симона Халеп (1)          | 1       | 7-6(2) 3-6 6-4 |

После успеха на кортах Мельбурна Возняцки приняла участие на турнире в Санкт-Петербурге, где не смогла пройти дальше четвертьфинала, проиграв Дарье Касаткиной из России. Следом Возняцки дошла до полуфинала турнира в Дохе, где проиграла чешке Петре Квитовой. Получив призовые за этот результат она довела общую сумму выигранных в теннисе денег до 30 миллионов долларов, став четвёртой теннисисткой в истории, кто достиг данной отметки. 26 февраля Возняцки потеряла лидерство в рейтинге, уступив первое место Симоне Халеп.
В грунтовой части сезона 2018 года датчанка дважды выходила в четвертьфинал на турнирах в Стамбуле и Риме. На Открытом Чемпионате Франции Возняцки дошла до четвёртого раунда, где вновь проиграла россиянке Дарье Касаткиной (в третий раз за сезон, после Санкт-Петербурга и Индиан-Уэлса). В конце июня Возняцки выиграла турнир в Истборне, обыграв в финале Арину Соболенко из Беларуси — 7-5, 7-6(5). На Уимблдоне она не смогла преодолеть второй раунд, проиграв Екатерине Макаровой. Открытый чемпионат США также завершился во втором раунде, где её одолела Леся Цуренко. В октябре Возняцки уверенно выиграла турнир в Пекине, не проиграв ни сета по ходу турнира своим соперницам. В финале была повержена латвийка Анастасия Севастова — 6-3, 6-3. Этот титул стал 30-м в карьере датчанки на одиночных турнирах WTA. В конце сезона она сыграла на Финале тура WTA. В своей группе она смогла обыграть Квитову, но уступила Свитолиной и Плишковой и в итоге не смогла выйти из группы. Второй год подряд Возняцки завершила сезон на третьем месте в рейтинге.

### 2019—2020. Завершение карьеры
На Открытом чемпионате Австралии 2019 года Возняцки не смогла защитить свой прошлогодний титул, проиграв в третьем раунде Марии Шараповой. В апреле она смогла выйти в финал грунтового премьер-турнира в Чарлстоне, в котором уступила Мэдисон Киз со счётом 6-7(5), 3-6. В июне 2019 года Возняцки участвовала на Открытом чемпионате Франции, где неожиданно проиграла в первом же раунде россиянке Веронике Кудерметовой.
На Уимблдоне 2019 года Возняцки доиграла до третьего раунда На Открытом чемпионате США она выступила также, проиграв в третьем раунде будущей победительнице, канадке Бьянке Андрееску, в двух сетах. В октябре на премьер турнире высшей категории Пекине Возняцки дошла до полуфинала, где проиграла Наоми Осаке в двух сетах. По итогам сезона 2019 года Каролина Возняцки по рейтингу WTA опустилась до 38 места.
В конце 2019 года Возняцки анонсировала, что завершит карьеру в январе 2020 года и последним турниром станет Открытый чемпионат Австралии.
Прощальные выступления в туре в январе 2020 года Возняцки начала с турнира в Окленде, где в одиночном разряде дошла до полуфинала, проиграв Джессике Пегуле со счётом 6-3, 4-6, 0-6. В парном разряде она выступила впервые с 2016 года и сыграла в дуэте со знаменитой американкой Сереной Уильямс. Их пара смогла дойти до финала, в котором они проиграли представительницам США — Эйжа Мухаммад и Тейлор Таунсенд со счётом 4-6, 4-6.
На Открытом чемпионате Австралии Каролина Возняцки завершила карьеру. Последним выступлением стал матч в третьем раунде, в котором он проиграла Унс Джабир (5-7, 6-3, 5-7). Многие теннисисты выразили слова поддержки и благодарности Каролине за проведённые годы в теннисе и её достижения. Возняцки завершила карьеру в 29 лет, выиграв турнир Открытый чемпионат Австралии в одиночном разряде и 33 титула WTA.
«Хочу выразить благодарность болельщикам, которые меня всё это время поддерживали. Спасибо моей семье и особенно папе, который был моим тренером долгие годы.

Как правило, я не плачу, но это особый момент, который навсегда останется в моей памяти. Это было потрясающее приключение. Теперь я готова к новой главе».

### 2023—2024. Возобновление карьеры
Каролина Возняцки, завершившая карьеру 20 января 2020 года, объявила в конце июня 2023 года о возобновлении спортивной карьеры после рождения двух детей. 8 августа на турнире в Монреале провела первый матч и выиграла его у Кимберли Биррелл, в следующем круге проиграла Маркете Вондроушовой. Она получила уайлд-кард на Открытый чемпионат США, где в первом раунде легко переиграла победительницу квалификации Татьяну Прозорову, дальше обыграла Петру Квитову и Дженнифер Брэди, а в четвёртом раунде уступила будущей чемпионке Кори Гауфф из США.
Следующий раз она сыграла на турнирах в 2024 году. На первом для себя после возвращения Открытом чемпионате Австралии Возняцки доиграла до второго раунда. В марте она неплохо сыграла на крупном турнире в Индиан Уэлсе, пройдя в четвертьфинал. Грунтовую часть сезона сыграла неполностью, пропустив Ролан Гаррос. В июне на траве вышла в 1/4 финала в Бад-Хомбурге, а на Уимблдоне в начале июля прошла в третий раунд. После этого Возняцки сыграла на Олимпиаде в Париже, где во втором раунде уступила Даниэль Коллинз из США. На Открытом чемпионате США Возняцки второй год подряд смогла выйти в четвёртый раунд, где её путь прервала Беатрис Хаддад Майя из Бразилии.

## Итоговое место в рейтинге WTA по годам
| Год  | Одиночный рейтинг | Парный рейтинг |
| 2024 | 72                |                |
| 2023 | 236               |                |
| 2019 | 38                |                |
| 2018 | 3                 |                |
| 2017 | 3                 |                |
| 2016 | 19                |                |
| 2015 | 17                |                |
| 2014 | 8                 |                |
| 2013 | 10                |                |
| 2012 | 10                |                |
| 2011 | 1                 | 556            |
| 2010 | 1                 | 113            |
| 2009 | 4                 | 70             |
| 2008 | 12                | 79             |
| 2007 | 64                | 150            |
| 2006 | 237               | 238            |

## Выступления на турнирах

### Финалы турниров Большого шлема в одиночном разряде (3)

#### Победа (1)
| №  | Год  | Турнир                       | Покрытие | Соперница в финале | Счёт           |
| 1. | 2018 | Открытый чемпионат Австралии | Хард     | Симона Халеп       | 7-6(2) 3-6 6-4 |

#### Поражения (2)
| №  | Год  | Турнир                     | Покрытие | Соперница в финале | Счёт    |
| 1. | 2009 | Открытый чемпионат США     | Хард     | Ким Клейстерс      | 5-7 3-6 |
| 2. | 2014 | Открытый чемпионат США (2) | Хард     | Серена Уильямс     | 3-6 3-6 |

### Финалы Итоговых турнировWTAв одиночном разряде (3)

#### Победа (1)
| №  | Год  | Турнир     | Покрытие   | Соперница в финале | Счёт    |
| 1. | 2017 | Финал тура | Хард (зал) | Винус Уильямс      | 6-4 6-4 |

#### Поражения (2)
| №  | Год  | Турнир             | Покрытие   | Соперница в финале | Счёт        |
| 1. | 2010 | Итоговый чемпионат | Хард       | Ким Клейстерс      | 3-6 7-5 3-6 |
| 2. | 2012 | Турнир чемпионок   | Хард (зал) | Надежда Петрова    | 2-6 1-6     |

### Финалы турнировWTAв одиночном разряде (55)

#### Победы (30)
| Легенда: До 2009 года       | Легенда: С 2009 года  |
| --------------------------- | --------------------- |
| Турниры Большого шлема (1)* |                       |
| Итоговый турнир WTA (1)     |                       |
| Турнир чемпионок WTA (0)    |                       |
| 1-я категория (0)           | Premier Mandatory (3) |
| 2-я категория (1+1)         | Premier 5 (3)         |
| 3-я категория (1)           | Premier (10)          |
| 4-я категория (1)           | International (9+1)   |
| 5-я категория (0)           | International (9+1)   |

| Титулы по покрытиям | Титулы по месту проведения матчей турнира |
| ------------------- | ----------------------------------------- |
| Хард (24+3)*        | Зал (5+1)                                 |
| Грунт (4)           | Зал (5+1)                                 |
| Трава (2)           | Открытый воздух (25+1)                    |
| Ковёр (0)           | Открытый воздух (25+1)                    |

* количество побед в одиночном разряде + количество побед в парном разряде.
| №   | Дата             | Турнир                       | Покрытие   | Соперница в финале     | Счёт           |
| 1.  | 28 июля 2008     | Стокгольм, Швеция            | Хард       | Вера Душевина          | 6-0 6-2        |
| 2.  | 17 августа 2008  | Нью-Хейвен, США              | Хард       | Анна Чакветадзе        | 3-6 6-4 6-1    |
| 3.  | 29 сентября 2008 | Токио, Япония                | Хард       | Кайя Канепи            | 6-2 3-6 6-1    |
| 4.  | 6 апреля 2009    | Понте-Ведра-Бич, США         | Грунт      | Александра Возняк      | 6-1 6-2        |
| 5.  | 15 июня 2009     | Истборн, Великобритания      | Трава      | Виржини Раззано        | 7-6(5) 7-5     |
| 6.  | 29 августа 2009  | Нью-Хэйвен, США (2)          | Хард       | Елена Веснина          | 6-2 6-4        |
| 7.  | 11 апреля 2010   | Понте-Ведра-Бич, США (2)     | Грунт      | Ольга Говорцова        | 6-2 7-5        |
| 8.  | 8 августа 2010   | Копенгаген, Дания            | Хард (зал) | Клара Закопалова       | 6-2 7-6(5)     |
| 9.  | 23 августа 2010  | Монреаль, Канада             | Хард       | Вера Звонарёва         | 6-3 6-2        |
| 10. | 28 августа 2010  | Нью-Хэйвен, США (3)          | Хард       | Надежда Петрова        | 6-3 3-6 6-3    |
| 11. | 2 октября 2010   | Токио, Япония                | Хард       | Елена Дементьева       | 1-6 6-2 6-3    |
| 12. | 11 октября 2010  | Пекин, Китай                 | Хард       | Вера Звонарёва         | 6-3 3-6 6-3    |
| 13. | 20 февраля 2011  | Дубай, ОАЭ                   | Хард       | Светлана Кузнецова     | 6-1 6-3        |
| 14. | 20 марта 2011    | Индиан-Уэлс, США             | Хард       | Марион Бартоли         | 6-1 2-6 6-3    |
| 15. | 10 апреля 2011   | Чарлстон, США                | Грунт      | Елена Веснина          | 6-2 6-3        |
| 16. | 21 мая 2011      | Брюссель, Бельгия            | Грунт      | Пэн Шуай               | 2-6 6-3 6-3    |
| 17. | 12 июня 2011     | Копенгаген, Дания (2)        | Хард (зал) | Луция Шафаржова        | 6-1 6-4        |
| 18. | 27 августа 2011  | Нью-Хэйвен, США (4)          | Хард       | Петра Цетковская       | 6-4 6-1        |
| 19. | 23 сентября 2012 | Сеул, Южная Корея            | Хард       | Кайя Канепи            | 6-1 6-0        |
| 20. | 21 октября 2012  | Москва, Россия               | Хард (зал) | Саманта Стосур         | 6-2 4-6 7-5    |
| 21. | 20 октября 2013  | Люксембург                   | Хард (зал) | Анника Бек             | 6-2 6-2        |
| 22. | 20 июля 2014     | Стамбул, Турция              | Хард       | Роберта Винчи          | 6-1 6-1        |
| 23. | 8 марта 2015     | Куала-Лумпур, Малайзия       | Хард       | Александра Дулгеру     | 4-6 6-2 6-1    |
| 24. | 25 сентября 2016 | Токио, Япония (2)            | Хард       | Наоми Осака            | 7-5 6-3        |
| 25. | 16 октября 2016  | Гонконг                      | Хард       | Кристина Младенович    | 6-1 6-7(4) 6-2 |
| 26. | 24 сентября 2017 | Токио, Япония (3)            | Хард       | Анастасия Павлюченкова | 6-0 7-5        |
| 27. | 29 октября 2017  | Финал тура WTA               | Хард (зал) | Винус Уильямс          | 6-4 6-4        |
| 28. | 27 января 2018   | Открытый чемпионат Австралии | Хард       | Симона Халеп           | 7-6(2) 3-6 6-4 |
| 29. | 30 июня 2018     | Истборн, Великобритания (2)  | Трава      | Арина Соболенко        | 7-5 7-6(5)     |
| 30. | 7 октября 2018   | Пекин, Китай (2)             | Хард       | Анастасия Севастова    | 6-3 6-3        |

#### Поражения (25)
| №   | Дата             | Турнир                     | Покрытие    | Соперница в финале         | Счёт           |
| 1.  | 20 октября 2008  | Люксембург                 | Хард        | Елена Дементьева           | 6-2 4-6 6-7(4) |
| 2.  | 15 февраля 2009  | Мемфис, США                | Хард (зал)  | Виктория Азаренко          | 1-6 3-6        |
| 3.  | 13 апреля 2009   | Чарлстон, США              | Грунт       | Сабина Лисицки             | 2-6 4-6        |
| 4.  | 9 мая 2009       | Мадрид, Испания            | Грунт       | Динара Сафина              | 2-6 4-6        |
| 5.  | 11 июля 2009     | Бостад, Швеция             | Грунт       | Мария Хосе Мартинес Санчес | 5-7 4-6        |
| 6.  | 13 сентября 2009 | Открытый чемпионат США     | Хард        | Ким Клейстерс              | 5-7 3-6        |
| 7.  | 21 марта 2010    | Индиан-Уэлс, США           | Хард        | Елена Янкович              | 2-6 4-6        |
| 8.  | 31 октября 2010  | Итоговый чемпионат WTA     | Хард        | Ким Клейстерс              | 3-6 7-5 3-6    |
| 9.  | 26 февраля 2011  | Доха, Катар                | Хард        | Вера Звонарёва             | 4-6 4-6        |
| 10. | 24 апреля 2011   | Штутгарт, Германия         | Грунт (зал) | Юлия Гёргес                | 6-7(3) 3-6     |
| 11. | 15 апреля 2012   | Копенгаген, Дания          | Хард (зал)  | Анжелика Кербер            | 4-6 4-6        |
| 12. | 4 ноября 2012    | Турнир чемпионок WTA       | Хард (зал)  | Надежда Петрова            | 2-6 1-6        |
| 13. | 17 марта 2013    | Индиан-Уэлс, США (2)       | Хард        | Мария Шарапова             | 2-6 2-6        |
| 14. | 7 сентября 2014  | Открытый чемпионат США (2) | Хард        | Серена Уильямс             | 3-6 3-6        |
| 15. | 21 сентября 2014 | Токио, Япония              | Хард        | Ана Иванович               | 2-6 6-7(2)     |
| 16. | 10 января 2015   | Окленд, Новая Зеландия     | Хард        | Винус Уильямс              | 6-2 3-6 3-6    |
| 17. | 26 апреля 2015   | Штутгарт, Германия (2)     | Грунт (зал) | Анжелика Кербер            | 6-3 1-6 5-7    |
| 18. | 18 февраля 2017  | Доха, Катар (2)            | Хард        | Каролина Плишкова          | 3-6 4-6        |
| 19. | 25 февраля 2017  | Дубай, ОАЭ                 | Хард        | Элина Свитолина            | 4-6 2-6        |
| 20. | 1 апреля 2017    | Майами, США                | Хард        | Йоханна Конта              | 4-6 3-6        |
| 21. | 1 июля 2017      | Истборн, Великобритания    | Трава       | Каролина Плишкова          | 4-6 4-6        |
| 22. | 30 июля 2017     | Бостад, Швеция (2)         | Грунт       | Катерина Синякова          | 3-6 4-6        |
| 23. | 13 августа 2017  | Торонто, Канада            | Хард        | Элина Свитолина            | 4-6 0-6        |
| 24. | 7 января 2018    | Окленд, Новая Зеландия (2) | Хард        | Юлия Гёргес                | 4-6 6-7(4)     |
| 25. | 7 апреля 2019    | Чарлстон, США (2)          | Грунт       | Мэдисон Киз                | 6-7(5) 3-6     |

### Финалы турнировITFв одиночном разряде (6)

#### Победы (4)
| Легенда:         |
| ---------------- |
| 100.000 USD (1)* |
| 75.000 USD (2)   |
| 50.000 USD (0)   |
| 25.000 USD (1)   |
| 10.000 USD (0)   |

| Титулы по покрытиям | Титулы по месту проведения матчей турнира |
| ------------------- | ----------------------------------------- |
| Хард (2)*           | Зал (2)                                   |
| Грунт (0)           | Зал (2)                                   |
| Трава (0)           | Открытый воздух (2)                       |
| Ковёр (2)           | Открытый воздух (2)                       |

* количество побед в одиночном разряде.
| №  | Дата            | Турнир          | Покрытие    | Соперница в финале | Счёт        |
| 1. | 23 октября 2006 | Стамбул, Турция | Хард        | Татьяна Малек      | 6-2 6-1     |
| 2. | 30 января 2007  | Ортизей, Италия | Ковёр (зал) | Альберта Брианти   | 4-6 7-5 6-3 |
| 3. | 7 февраля 2007  | Лас-Вегас, США  | Хард        | Акико Моригами     | 6-3 6-2     |
| 4. | 17 ноября 2008  | Оденсе, Дания   | Ковёр (зал) | София Арвидссон    | 6-2 6-1     |

#### Поражения (2)
| №  | Дата           | Турнир               | Покрытие | Соперница в финале | Счёт        |
| 1. | 10 апреля 2006 | Чивитавеккья, Италия | Грунт    | Мартина Мюллер     | 1-6 1-6     |
| 2. | 26 марта 2007  | Латина, Италия       | Грунт    | Ивонн Мойсбургер   | 5-7 6-4 3-6 |

### Финалы турнировWTAв парном разряде (4)

#### Победы (2)
| №  | Дата             | Турнир       | Покрытие   | Партнёрша               | Соперницы в финале            | Счёт       |
| 1. | 22 сентября 2006 | Пекин, Китай | Хард       | Анабель Медина Гарригес | Сюй Ифань Хань Синьюнь        | 6-1 6-3    |
| 2. | 15 февраля 2009  | Мемфис, США  | Хард (зал) | Виктория Азаренко       | Михаэлла Крайчек Юлиана Федак | 6-1 7-6(2) |

#### Поражения (2)
| №  | Дата            | Турнир                 | Покрытие    | Партнёрша         | Соперницы в финале            | Счёт       |
| 1. | 25 февраля 2006 | Мемфис, США            | Ковёр (зал) | Виктория Азаренко | Лиза Реймонд Саманта Стосур   | 6-7(2) 3-6 |
| 2. | 12 января 2020  | Окленд, Новая Зеландия | Хард        | Серена Уильямс    | Эйжа Мухаммад Тейлор Таунсенд | 4-6 4-6    |

## История выступлений на турнирах
По состоянию на 3 февраля 2025 года
Для того, чтобы предотвратить неразбериху и удваивание счета, информация в этой таблице корректируется только по окончании участия там данного игрока.
| Турниры Большого шлема                  |               |               |               |               |               |               |       |               |               |               |       |               |               |               |               |               |       |        |        |
| Открытый чемпионат Австралии            | -             | -             | 4Р            | 3Р            | 4Р            | 1/2           | 1/4   | 4Р            | 3Р            | 2Р            | 1Р    | 3Р            | П             | 3Р            | 3Р            | -             | 2Р    | 1 / 14 | 37-13  |
| Открытый чемпионат Франции              | -             | 1Р            | 3Р            | 3Р            | 1/4           | 3Р            | 3Р    | 2Р            | 1Р            | 2Р            | -     | 1/4           | 4Р            | 1Р            | -             | -             | -     | 0 / 12 | 21-12  |
| Уимблдонский турнир                     | К             | 2Р            | 3Р            | 4Р            | 4Р            | 4Р            | 1Р    | 2Р            | 4Р            | 4Р            | 1Р    | 4Р            | 2Р            | 3Р            | НП            | -             | 3Р    | 0 / 14 | 27-14  |
| Открытый чемпионат США                  | -             | 2Р            | 4Р            | Ф             | 1/2           | 1/2           | 1Р    | 3Р            | Ф             | 2Р            | 1/2   | 2Р            | 2Р            | 3Р            | -             | 4Р            | 4Р    | 0 / 15 | 44-15  |
| Итог                                    | 0 / 0         | 0 / 3         | 0 / 4         | 0 / 4         | 0 / 4         | 0 / 4         | 0 / 4 | 0 / 4         | 0 / 4         | 0 / 4         | 0 / 3 | 0 / 4         | 1 / 4         | 0 / 4         | 0 / 1         | 0 / 1         | 0 / 3 | 1 / 55 |        |
| В/П в сезоне                            | 0-0           | 2-3           | 10-4          | 13-4          | 15-4          | 15-4          | 6-4   | 7-4           | 11-4          | 6-4           | 5-3   | 10-4          | 12-3          | 6-4           | 2-1           | 3-1           | 6-3   |        | 129-54 |
| Олимпийские игры                        |               |               |               |               |               |               |       |               |               |               |       |               |               |               |               |               |       |        |        |
| Летняя олимпиада                        | НП            | НП            | 3Р            | Не проводился | Не проводился | Не проводился | 1/4   | Не проводился | Не проводился | Не проводился | 2Р    | Не проводился | Не проводился | Не проводился | Не проводился | Не проводился | 2Р    | 0 / 4  | 7-4    |
| Итоговые турниры                        |               |               |               |               |               |               |       |               |               |               |       |               |               |               |               |               |       |        |        |
| Итоговый турнир WTA                     | -             | -             | -             | 1/2           | Ф             | Группа        | -     | -             | 1/2           | -             | -     | П             | Группа        | -             | НП            | -             | -     | 1 / 6  | 14-10  |
| Турнир чемпионок WTA / Трофей элиты WTA | Не проводился | Не проводился | Не проводился | -             | -             | -             | Ф     | -             | -             | Группа        | -     | -             | -             | -             | НП            | -             | НП    | 0 / 2  | 4-2    |

К — проигрыш в квалификационном турнире.